# 嚴玉英
嚴玉英（1938年—），出生於花蓮縣豐濱鄉立德部落:40，於2021年經中華民國文化部認定為重要傳統工藝「噶瑪蘭族ni tenunan tu benina香蕉絲織布」的保存者。噶瑪蘭族復興運動先驅偕萬來遺孀。

## 生平
1938年生於立德部落，父親嚴阿日是加禮宛社人。1955年她與年長七歲的偕萬來結婚並隨之居住於豐濱，三年後，偕萬來結束豐濱鄉公所的職務，遂舉家遷回新社定居，那年嚴玉英28歲。
1988年嚴玉英和偕萬來返回宜蘭加禮宛社故地，聽聞伯母偕高阿梅提及過去噶瑪蘭人曾穿著香蕉絲布製成的衣服，而且穿著那種衣服代表著一定的社會地位，由於當時已經不見有人能事香蕉絲織布，嚴玉英為此感到訝異。
2001年順益台灣原住民博物館舉辦「馬偕博士收藏臺灣原住民文物展」，當中展出一件噶瑪蘭族女子禮裙標本給予嚴玉英很大的感動，更堅定她復振織布的決心。

### 從事噶瑪蘭族香蕉絲織布工藝復振
爾後，嚴玉英回到新社部落，和先生一同拜訪部落長輩朱阿比（Abi）、潘烏吉（Ibay）、潘阿玉（Ayok）等人，試圖從童年記憶中找回傳統的香蕉絲織工藝。一開始，嚴玉英和潘烏吉（Ibay）學習，包含地機織布，並於2005年成立「新社香蕉絲工坊」:38。據嚴玉英所述，在復振傳統工藝之初，已經沒有人在織香蕉絲布，所以憑著部落裡的老人兒時所見阿媽織香蕉絲的印象，著手試做，經歷多次失敗以後好不容易才摸索出成果。而且當時傳統地織機的整經架已經佚失，故用四根柱子直接插在泥地上整經。
現在嚴玉英不僅熟稔噶瑪蘭族香蕉絲編織的完整工序，也掌握且能引介工具和技術的族語名稱，在砍割香蕉樹、取香蕉瓣膜、刮香蕉絲、織布等程序之前，能以酒行paspaw（敬獻禮）儀式祈求祖靈庇佑，顯示她對技術及其文化內涵皆有充分的掌握。

## 成就與榮譽
- 2021年5月經中華民國文化部認定為重要傳統工藝保存者，亦即俗稱「人間國寶」[8]。
- 2021年8月獲頒「世界原住民族高等教育聯盟（World Indigenous Nations Higher Education Consortium, WINHEC）」原住民智慧耆老獎[9]。